# Северозападен университет
Северозападният университет (на английски: Northwestern University) е частен университет в Еванстън и Чикаго, Съединените щати.
Основан е през 1851 г. от политика Джон Еванс и няколко други общественици, свързани с Методистката църква, и получава името си от някогашната Северозападна територия. Днес университетът се специализира в изследователска дейност, като през 2010–2011 година има над 19 хиляди студенти и докторанти, а броят на преподавателите е над 3 хиляди.

## Галерия
- Болница „Прентис“
- „Юнивърсити хол Нортуестърн“
- Университетска библиотека на Нортуестърн
- Сгради на Студентския съвет и на Университетската библиотека

## Известни личности
Преподаватели
- Роджър Майърсън (р. 1951), икономист
- Фрейзър Стодарт (р. 1942), химик
- Томас Л. Харис (1931 – 2018), пиар гуру
- Бенгт Холмстрьом (р. 1949), икономист

Студенти и докторанти
- Диего Бунюел (р. 1975), режисьор
- Харолд Демсец (1930 – 2019), икономист
- Тони Робъртс (р. 1939), актьор
- Джордж Стиглър (1911 – 1991), икономист
- Дебора Харкнес (р. 1965), писателка
- Гуин Шотуел (р. 1963), инженерка